# 全球火山計畫

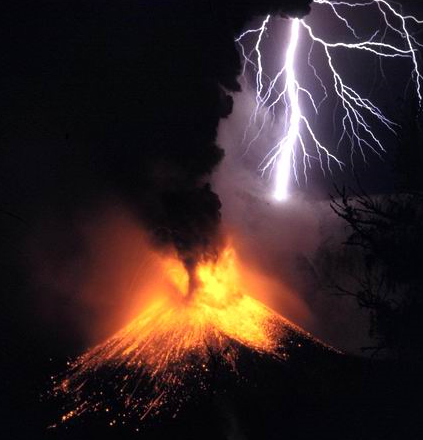
1995年印尼林賈尼火山喷发

全球火山計畫（英語：Global Volcanism Program, GVP）是由史密森尼学会创立的一个研究全球火山活动的项目，该项目的数据库记录了地球上已知的火山概况及其在过去1万年之内的喷发历史。全球火山計畫的使命是記錄、解读和傳播有關全球火山活動的資訊。

## 全球火山計劃資料庫
全球火山計畫（以下简称为GVP）收集世界各地有关火山喷发的相关资讯和报告，并建立和维护一个有关活火山的火山活动和喷发及其喷发历史的一个资料存储库。GVP通过建立数据库的方式，展现了地球活跃火山活动的一个全球性的背景。最早由史密森尼学会发布的火山活動的報告可以追溯到1968年，在当时这个项目由短期自然现象研究中心负责。目前，GVP的总部位于华盛顿哥伦比亚特区国家广场的美国国立自然历史博物馆，隶属于矿物科学部。 
在火山爆發的早期階段，GVP充當從全球貢獻者的網路累積的報告、數據和圖像的交換所。對早期資訊流進行管理，以便聯繫合適的人員，並協助解決通常在噴發初期出現的模糊和矛盾的問題。
火山活动周报是由史密森尼全球火山計畫和美國地質調查局下属项目火山灾害防治计划之间的合作项目。報告網站上發布的火山活動通知是初步的，隨著對事件的更詳細研究，可能會發生變化。全球火山網路公報每月都會發布有關各種火山的詳細報告。
除此以外，GVP的数据库記錄了地球過去一萬年的火山活動。在GVP的数据库可以找到已知在过去一万年内喷发过的所有的火山的相关数据，包括喷发日期和喷发现象的详细清单；以及已命名的火山和火山特征的列表。近年來，該資料庫已擴展到包括數位影像的連結以及由史密森学会收藏中存檔的實體樣本。对火山歷史活動的研究可以指導人們對未來可能發生的火山喷发事件和当前火山活動做出一个提前的预警。而在GVP的資料庫構成了有關過去近一万年以來，全球火山噴發的位置、頻率和強度的所有統計的简表。
《世界火山概况》是GVP最主要的出版物，其中印刷版分别于1981年、1994年和2010年出版。